# هيرويوكي إيشيدا (1981)
هيرويوكي إيشيدا (باليابانية: 石田 裕之) (11 ديسمبر 1981 في فوكوكا في اليابان – )؛ هو لاعب كرة قدم سابق كان يلعب كلاعب وسط.

## وصلات خارجية
- هيرويوكي إيشيدا (1981) على موقع ميوزك برينز (الإنجليزية)